# 2018年日韓雷達鎖定爭議

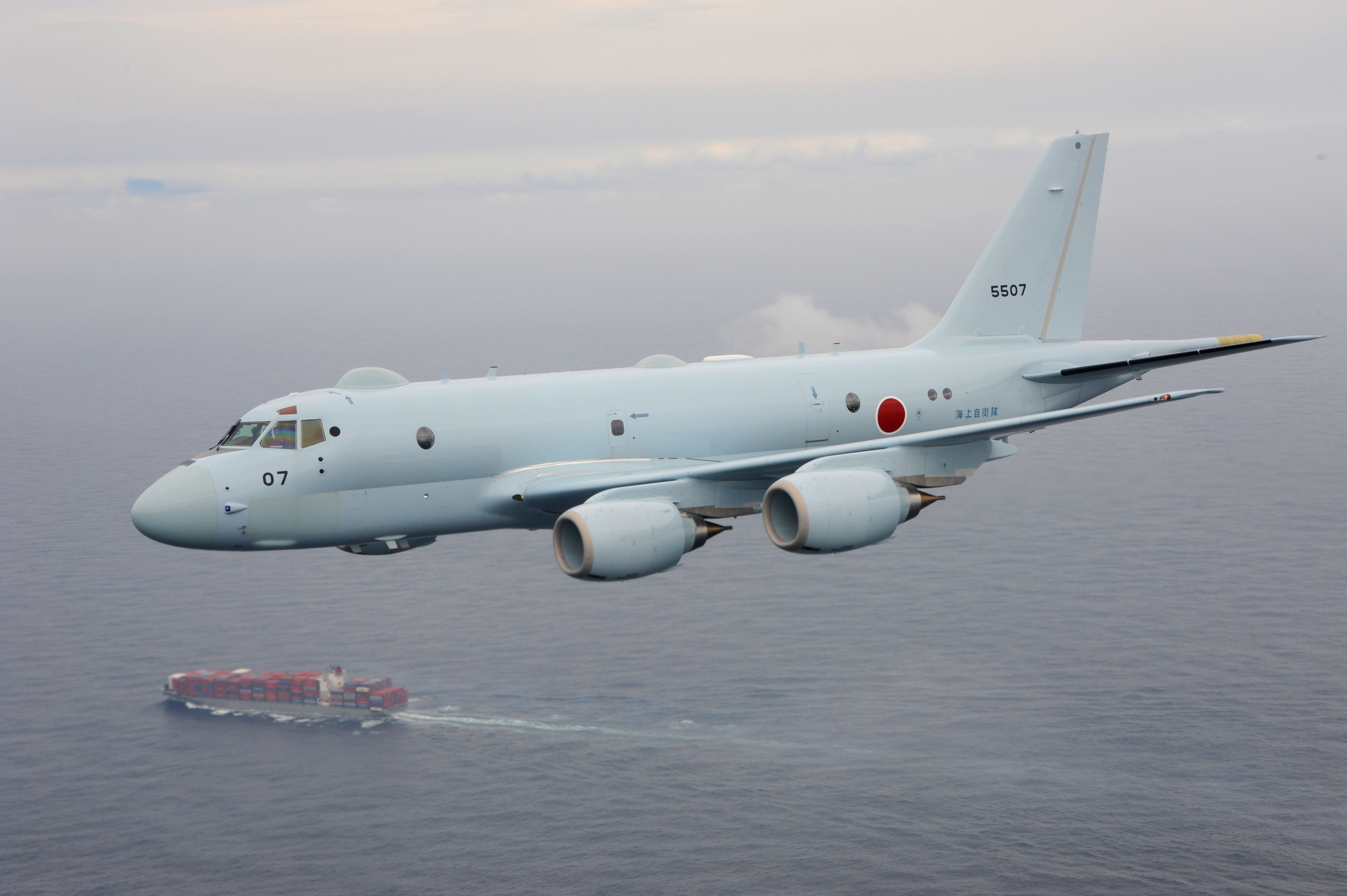
日本海上自卫队P-1海上巡逻机

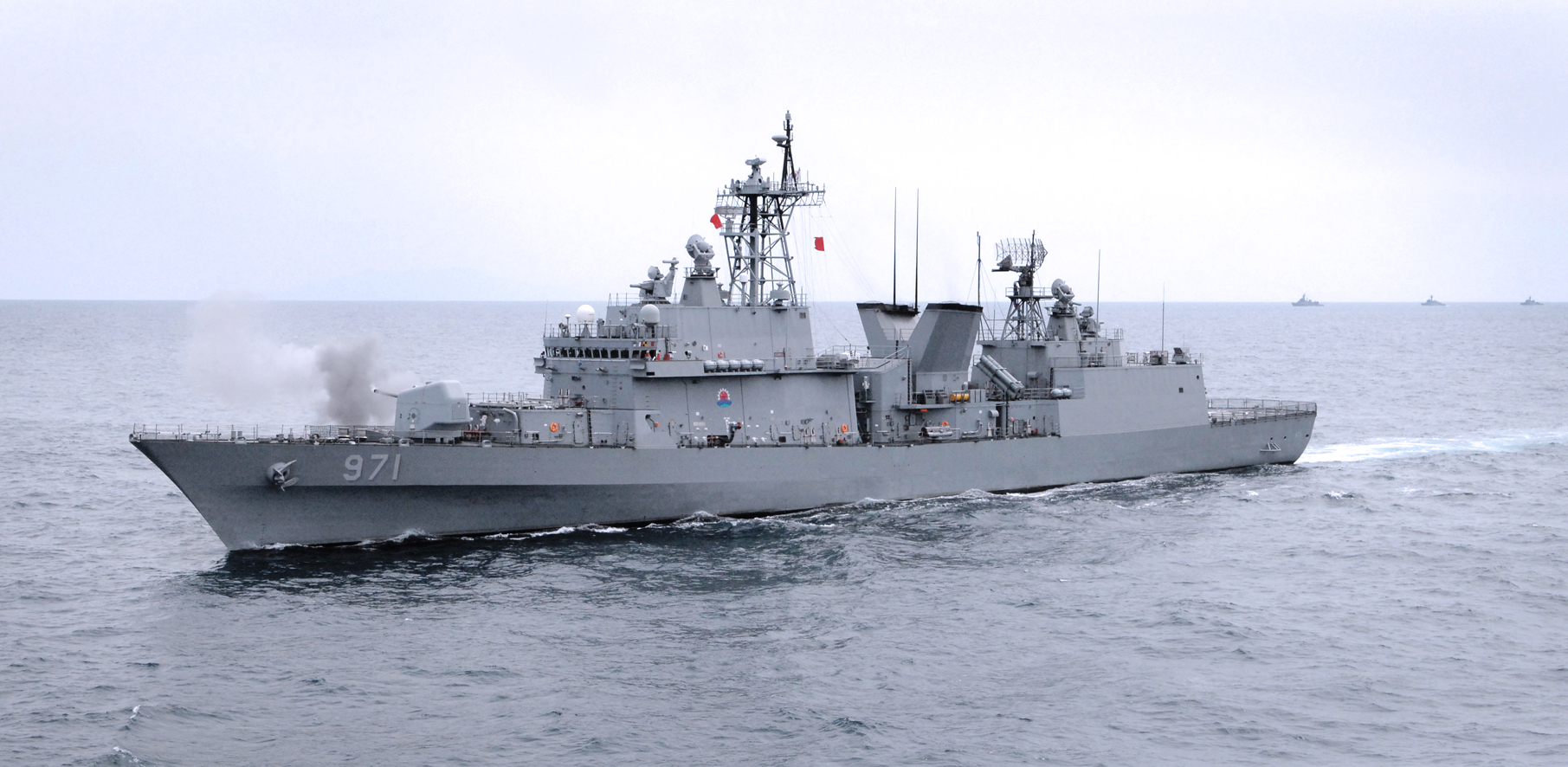
韩国海军驱逐舰广开土大王号（DDH-971）

2018年日韓雷達鎖定爭議，日本防衛省稱為韩国海军艦艇射控雷達照射事案（日語：韓国海軍艦艇による火器管制レーダー照射事案），韓方則稱2018年韓日海上軍事紛爭（：／）或日本海上自衛隊巡邏機低空威脅飛行事件（：／），是2018年12月20日日本海上自衛隊P-1海上巡邏機在能登半岛外的日本海海域被韩国海军巡防艦广开土大王号（DDH-971）艦載火控雷达鎖定的事件。

## 事件细节
2018年
- 12月20日 - 下午3点钟左右，在能登半島附近海域，日本海上自卫队第4航空群所属的P-1海上巡逻机（厚木海军航空基地）在数分钟内被韩国海军驱逐舰雷达多次瞄准[2][3]。事件发生的现场在日本的专属经济区内，离争议岛屿独岛有一定距离[4]。日本防卫省在照射事件发生之后，用无线电询问韩国一方的意图，但没有得到回答[5]。
- 12月21日 - 日本防卫大臣岩屋毅在新闻发布会上说明了事件的情况[2]。他告诉记者韩国方面的意图尚不明确，并批评了这种“极其危险的行为”[6]。
- 12月22日- 日本防卫省經慎重和详细分析事故，判断此次事件是由一个不适合大范围搜索的火控系统的雷达引起的。这种火控雷达的照射是一种可能招致不测事件的危险行为，即使是在搜索遇难船只，对于周围相关的船舶和飞机来说也是十分危险的行为。在韩国也接受的海上衝突回避規範（日语：海上衝突回避規範）中，要求在遭遇船舶或飞机时避免火控雷达照射的情况，日方强烈要求韩方避免这类事件的再次发生[7]。而韩国海军声称“我们使用了火控雷达是事实，但我们绝无瞄准日本海上巡逻机的意图”[8]。
- 12月23日- 日本外务大臣河野太郎没有提出直接的批判，而是说“我希望韩国政府回应此事，以协助日韩关系继续前进”[9]。
- 12月24日- 日本外务省亚洲大洋洲局局长金杉宪治长访问了首尔的大韩民国外交部，对此次事件表示了强烈的遗憾，并强烈要求防止再发[10]时，韩国政府改变了他们的说法，声称「雷达照射的事实并不存在」，并对日本发表与事實不符的声明一事表示批判。[11]而这与22号韩国军方已经自行做出的“启用火控雷达”此一说明相矛盾[8]。另一方面，岩屋防相在新闻发布会上指出韩国政府“有一些事实上的误解”，并以国防部的名义发表了海上巡逻机“在一定时间内多次被火控雷达的特有电波照射”的驳斥声明 [12][13][14]。
- 12月28日 - 17时12分，日本防卫省公布了P-1海上巡逻机當時拍攝的影像[15]。

2019年
- 1月21日，日本防衛省宣佈，因為對話沒有交集的困難下，決定與韓国中止交涉雷達鎖定爭議。同時並公開一系列過去案例與調查內容。防衛省亦於該日和稍早前的1月4日，在防衛省官方網站上刊登韓語公告說明調查事由[16]。
- 1月22日，韓國發表立場文回應，「日本方面不應該針對此事執意放大，破壞東北亞國際關係」。
- 2月4日，朝方也對此發表立場，認為這是韓民族再度受到日本的軍事威脅，進行譴責。

## 韓國抗議日本海上自衛隊軍機「威嚇飛行」
2019年1月23日，韓国國防部宣佈此事件的定位屬於威脅飛行。韓国國防部表示，軍艦在離於島（蘇岩礁）附近海域（韓国公開的照片顯示發生地位於離於島西南131公里、上海以東232公里處，具体位置為32°0.3′N 123°42.9′E / 32.0050°N 123.7150°E附近）上受到了日本海上自衛隊飛機的低空飛行「威脅」並提出抗議，但日本政府否認。
該事件發生地位於蘇岩礁附近的公海，但韓方主張該海域為韓國專屬經濟區。